# Richie Vaculik
Richard "Richie Vas" Vaculik (Maroubra, 19 de junho de 1983) é um lutador de MMA e surfista de ondas gigantes. Atualmente ele compete na categoria Peso Mosca do Ultimate Fighting Championship.

## Carreira no MMA

### Início no MMA
Em novembro de 2006, Richie estreou com vitória no MMA profissional no Warriors Realm 7 contra Michael Mortimer, vencendo por nocaute no primeiro round.

### Cage Fighting Championship
Richie permaneceu invicto antes de desafiar Gustavo Falciroli para o Cinturão Inaugural do Cage Fighting Championship no CFC 12, em março de 2010. Falciroli derrotou Richie por decisão unânime após cinco rounds.

### Proud Warriors Productions, Australian Fighting Championship e Combat8
Desde 2011 Richie lutou exclusivamente competições internacionais. No Proud Warriors Productions, em setembro de 2011, Richie derrotou o havaiano Justin Wong por finalização no primeiro round. Em fevereiro de 2012, Richie derrotou Nick Honstein pelo Cinturão Inaugural Peso Pena no PWP 4: Vaculik vs. Honstein. por finalização no primeiro round.
No Australian Fighting Championships (AFC 3), em abril de 2012, Richie derrotou o veterano Matt Jagers no primeiro round por nocaute.
Vaculik também derrotou Charlie Alaniz por decisão dividida após cinco rounds pelo título peso galo do Combat 8 em um evento de MMA com regras modificadas transmitido ao vivo via epicentre.tv e com reprise da transmissão no Fox Sports (Austrália).

### Ultimate Fighting Championship
Em 2012, Richie foi anunciado como um dos participantes do The Ultimate Fighter: The Smashes. Ele foi derrotado por decisão unânime logo nas quartas de finais para aquele que seria posteriormente o campeão do reality, Norman Parke.  Logo depois ele foi escalado para substituir Mike Wilkinson contra Colin Fletcher que havia se lesionado e foi obrigado a deixar a competição.  Richie foi novamente derrotado, desta vez para Fletcher, por finalização no segundo round.
Em dezembro de 2013, Richie fez sua estreia na promoção entre os moscas no card preliminar do UFC Fight Night: Hunt vs. Nelson contra Justin Scoogins  e foi derrotado por nocaute técnico no primeiro round.
Richie era esperado para enfrentar Jon de los Reyes no UFC Fight Night: Te-Huna vs. Marquardt. No entanto, Reyes foi substituído pelo filipino, Roldan Sangcha-an. Vaculik venceu a luta por decisão unânime após três rounds.
Vaculik era esperado para enfrentar Ray Borg em 7 de Novembro de 2014 no UFC Fight Night: Rockhold vs. Bisping, porém Borg estava indisponível para a luta e Neil Seery foi oficialmente anunciado como adversário de Richie. No entanto, Seery também se lesionou e Louis Smolka aceitou a luta em cima da hora, Vaculik começou ganhando a luta, atordoando Smolka em algumas oportunidades no primeiro round, mas acabou sendo nocauteado no início do terceiro.
Vaculik enfrentou Danny Martinez em 14 de Novembro de 2015 no UFC 193. Ele foi derrotado por decisão unânime.

## Surfe em ondas gigantes
Richie surfou em ondas consideradas as mais perigosas do mundo incluindo a The Right e Shipsterns Bluff na Austrália e Teahupo'o no Taiti. Surfista desde os 10 anos, Richie credita seu amor pelas ondas aos surfistas mais velhos que o incentivaram a praticar esse esporte. 

## Títulos e realizações

### Mixed Martial Arts
- Campeão Peso Pena do Proud Warriors Productions (Uma vez)

## Cartel no MMA
| Cartel no MMA   |             |            |
| 14 lutas        | 10 vitórias | 4 derrotas |
| Por nocaute     | 3           | 2          |
| Por finalização | 6           | 0          |
| Por decisão     | 1           | 2          |

| Res.    | Cartel | Oponente           | Método                                    | Evento                                     | Data       | Round | Tempo | Local      | Notas                          |
| ------- | ------ | ------------------ | ----------------------------------------- | ------------------------------------------ | ---------- | ----- | ----- | ---------- | ------------------------------ |
| Derrota | 10-4   | Danny Martinez     | Decisão (unânime)                         | UFC 193: Rousey vs. Holm                   | 14/11/2015 | 3     | 5:00  | Melbourne  |                                |
| Derrota | 10-3   | Louis Smolka       | Nocaute Técnico (chute na cabeça e socos) | UFC Fight Night: Rockhold vs. Bisping      | 07/11/2014 | 3     | 0:18  | Sydney     |                                |
| Vitória | 10-2   | Roldan Sangcha-an  | Decisão (unânime)                         | UFC Fight Night: Te-Huna vs. Marquardt     | 28/06/2014 | 3     | 5:00  | Auckland   |                                |
| Derrota | 9-2    | Justin Scoggins    | Nocaute técnico (socos)                   | UFC Fight Night: Hunt vs. Pezão            | 07/12/2013 | 1     | 4:43  | Brisbane   | Entreia no Peso Mosca          |
| Vitória | 9-1    | Matt Jaggers       | Nocaute técnico (socos)                   | AFC 3 - Australian Fighting Championship 3 | 15/12/2012 | 1     | 0:41  | Melbourne  |                                |
| Vitória | 8-1    | Nick Honstein      | Finalização (triângulo)                   | PWP 4 - Vaculik vs. Honstein               | 02/07/2012 | 1     | 0:59  | Cronulla   | Venceu o PWP Peso Pena         |
| Vitória | 7-1    | Justin Wong        | Finalização (mata-leão)                   | PWP 3 - Proud Warrior Productions 3        | 27/02/2011 | 1     | 5:00  | Sydney     |                                |
| Vitória | 6-1    | Glenn Taylor-Smith | Finalização (mata-leão)                   | Impact FC 2                                | 20/11/2010 | 2     | 2:43  | Sydney     |                                |
| Vitória | 5-1    | Evan Byrne         | Finalização (mata-leão)                   | CFC - Cage Fighting Championships 14       | 03/07/2010 | 1     | 5:00  | Sydney     |                                |
| Derrota | 4-1    | Gustavo Falciroli  | Decisão (unânime)                         | CFC 12 - Lombard vs. Santore               | 21/02/2010 | 5     | 5:00  | Sydney     | Pelo Cinturão Peso Galo do CFC |
| Vitória | 4-0    | Michael Mortimer   | Finalização (mata-leão)                   | CFC 9 - Fighters Paradise                  | 21/11/2009 | 1     | 4:35  | Gold Coast |                                |
| Vitória | 3-0    | Ross MacLeod       | Nocaute (soco)                            | CFC 7 - Battle at the Big Top              | 08/08/2009 | 1     | 1:59  | Sydney     |                                |
| Vitória | 2-0    | Alexandre Shevtsov | Finalização (mata-leão)                   | Warriors Realm 8                           | 02/04/2007 | 2     | 2:24  | Sydney     |                                |
| Vitória | 1-0    | Michael Mortimer   | Nocaute                                   | Warriors Realm 7                           | 08/12/2006 | 1     | 1:36  | Sydney     |                                |